# Khandala, Aland
Khandala là một làng thuộc tehsil Aland, huyện Gulbarga, bang Karnataka, Ấn Độ.